# Aage Danneskiold-Samsøe
Hans Excellence (H.E.) Aage Conrad lensgreve Danneskiold-Samsøe (født 4. november 1886 på Gisselfeld, død 27. december 1945 i København) var overdirektør for Gisselfeld 1914-1945, hofjægermester og kaptajn i Livgarden fra 1932.
Han var søn af lensgreve Christian Danneskiold-Samsøe og Emilie Henriette Dagmar komtesse Krag-Juel-Vind-Frijs og blev student fra Østersøgades Gymnasium 1905. Han var den sidste besidder af Grevskabet Samsøe og Det Holmegaardske Fideikommis, som han overtog 1914. Han havde ingen søn, og overdirektørposten gik over til Sophus Danneskiold-Samsøe, der tilhørte en anden gren af familien. Hans datter Elisabeth Lassens søn, Christian Danneskiold Lassen, var dog midlertidig overdirektør 2002-10, mens Gisselfeld-striden pågik.
Han var Ridder af Dannebrog og Dannebrogsmand, medlem af bestyrelsen for Handelsbanken fra 1926 og De forenede Papirfabrikker fra 1934.
3. oktober 1922 ægtede han Fanny baronesse Lotzbeck, datter af viceadmiral A.F.M. Evers.